# Хесигхајм
Хесигхајм (њем. Hessigheim) општина је у њемачкој савезној држави Баден-Виртемберг. Једно је од 39 општинских средишта округа Лудвигсбург. Према процјени из 2010. у општини је живјело 2.206 становника. Посједује регионалну шифру (AGS) 8118028.

## Географски и демографски подаци
Хесигхајм се налази у савезној држави Баден-Виртемберг у округу Лудвигсбург. Општина се налази на надморској висини од 189 метара. Површина општине износи 5,0 km². У самом мјесту је, према процјени из 2010. године, живјело 2.206 становника. Просјечна густина становништва износи 439 становника/km².